# Australopithecus afarensis
Az Australopithecus afarensis egy kihalt hominin faj, amely 3,9-2,9 millió évvel ezelőtt élt. Karcsúbb volt mint a fiatalabb Australopithecus africanus. Úgy gondolják hogy az A. afarensis szorosabb kapcsolatban áll a Homo nemmel (amely a  Homo sapienst is tartalmazza), akár egy közvetlen őseként, akár egy közeli rokonaként az ismeretlen ősének, mint bármely más ismert főemlős azonos időben.
A leghíresebb fosszília a Lucy nevű (3,2 millió éves) részleges csontváz.

## Felfedezési helyei

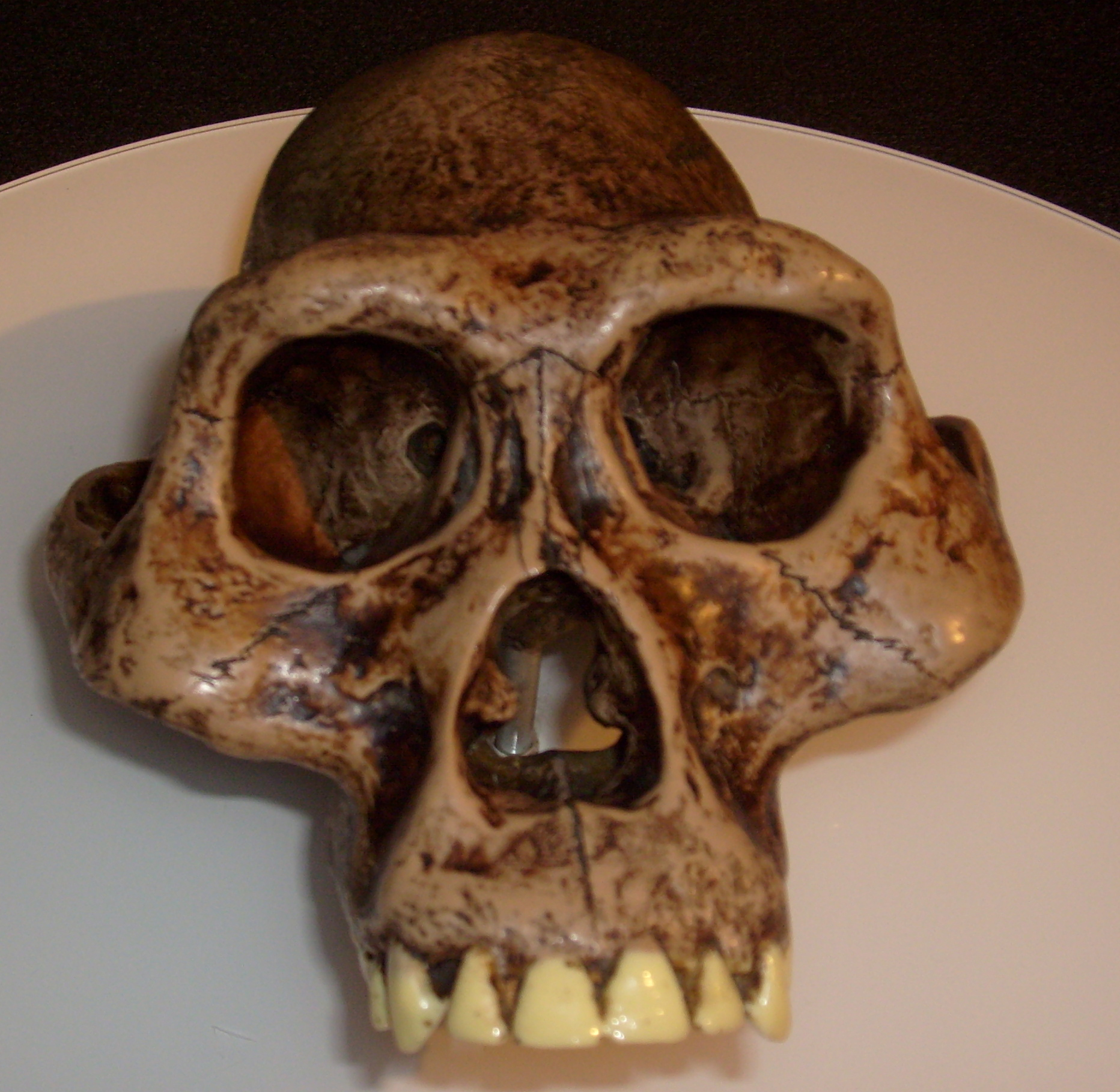
A. afarensis koponya rekonstrukció

A faj kövületeit csak Kelet-Afrikán belül fedezték fel. Annak ellenére hogy laetoli a típushelye, a legszéleskörűbb maradványait Hadarban találták Etiópia Afar régiójában, beleértve a fent említett "Lucy" részleges csontvázat és az "első családot", az AL 333 helynél. Más A. afarensis maradványokat hordozó helyek Omo, Maka, Fejej és Belohdelie Etiópiában, és Koobi Fora és Lothagam Kenyában.

## Anatómia

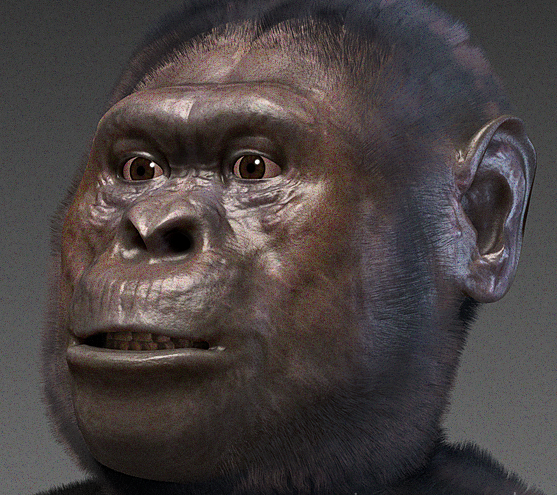
A. afarensis, törvényszéki arcrekonstrukció

Összehasonlítva a modern és a kihalt emberszabású majmokkal az A. afarensisnek redukált szem-, és örlőfogai voltak, bár még mindig viszonylag nagyobbak mint a modern embereké. A. afarensisnek egy viszonylag kis agymérete volt (körülbelül 380-430 cm3), az arcának egy előre kiálló állkapcsa volt.
Figyelemre méltó vita övezi a mozgási viselkedését. Néhány tanulmány arra utal hogy az A. afarensis majdnem kizárólagosan két lábon járó volt, míg mások azt javasolják hogy részben fán élő volt. A kéz, láb és vállízület anatómiája sok módon támogatja az utóbbi értelmezést. Különösen a lapocka morfológiája látszik majomszerűnek és nagyon különbözőnek a modern emberekétől. Az ujjainak és lábujj csontjainak a görbülete megközelítőleg olyanok mint a modern majmokénak, és sugallja azt a képességüket hogy eredményesen markolnak meg ágakat és másznak. Alternatívaként, elvesztette a képességét hogy a lábával fogjon (amely minden más főemlősnek jellemzője) azt sugallja hogy nem adaptálódott hosszabb mászásra.

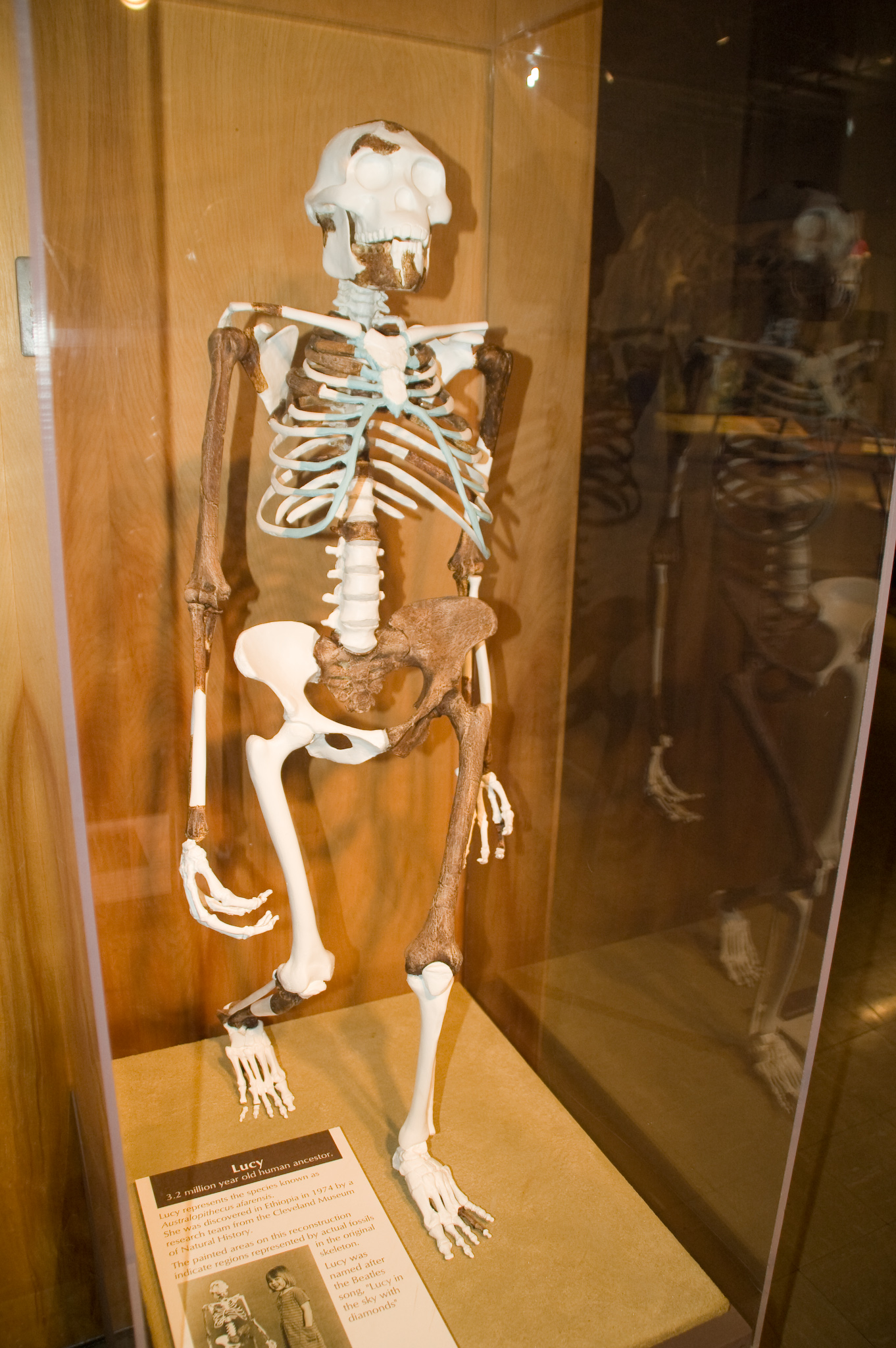
Lucy csontváz rekonstrukciója

A csontvázának számos jellemzője erősen tükrözi a két lábon járását, néhány kutató azt javasolja hogy a két lábon járás az A. afarensis előtt sokáig fejlődött. Az átfogó anatómiájában a csontos medence messze emberszerűbb mint majomszerű. A csípőcsontok rövidek és szélesek, a keresztcsont széles és közvetlenül a csípőízület mögé pozicionált, és a bizonyítéka egy erős kapcsolódásnak a térdfeszítőizomhoz világos. Míg a csontos medence nem teljesen emberszerű (markánsan széles, vagy kiszélesedő, oldalirányban orientált csípőcsontokkal), ezek a jellemzők egy szerkezetet mutatnak, amely radikálisan átalakítottnak tekinthető, hogy jelentős fokon alkalmazkodjon a két lábon járáshoz a mozgási repertoárjában.
Fontos hogy a combcsont szöge a csípőtől a térd felé áll. Ez a jellemző lehetővé teszi hogy a láb a test középvonalához közelebb essen, és egy erős bizonyítéka a megrögzött két lábon járó mozgásnak. A lábakra jellemzők az adduktált nagylábujjak, így nehéz, ha nem lehetetlen volt a lábukkal megfogni az ágakat. A fogó hátsó végtag elvesztése szintén növelte a kockázatát egy csecsemő leejtésének vagy leesésének, mint a főemlősök jellemzően fogták az anyjukat míg az körbejárta a napi ügyeit. A második fogóvégtag készlet nélkül a csecsemő nem tudta fenntartani az erős fogást, és valószínűleg az anyja segítségével tartotta magát. A csecsemő tartásának problémája sokszorozódik ha az anya is fára mászott. A láb csontjai (például a sarokcsont) szintén jelzik a kétlábúságot.
A számítógépes szimulációk a csontváz tehetetlenségi jellemzőinek és mozgástanának dinamikus modellezését használva azt sugallják hogy képes volt a modern emberéhez azonos módon járni, normális álló testtartással vagy hajlított csípővel és térddel, de nem tudott a csimpánzokhoz azonos módon járni. A függőleges testtartása sokkal hatékonyabb mint a hajlított térddel és csípővel járás, ami kétszer annyi energiát igényelt volna.

Valószínűleg teljesen hatékonyan járt két lábon rövid távolság felett, és lábnyomok eloszlása Laetolinál jelzi hogy 1.0 m/s vagy nagyobb sebességgel sétált, ami összeillik az emberi kisvárosi járás sebességével. Néhány tudós szerint ez megkérdőjelezhető mivel az Australopithecus lábcsontok leletei azt jelzik hogy a Laetoli lábnyomokat lehet hogy nem Australopithecus hagyta ott. Az általánosan elfogadott nézet szerint viszont tőlük származnak a nyomok. Számos tudós szintén kételkedik a két lábon járás javaslatában, és vitatják hogy még ha az Australopithecus valóban két lábon járt, nem az emberekkel azonos módon járt.
A csukló záró mechanizmus jelenléte miatt azt javasolják hogy lehet hogy a gorillákhoz és a csimpánzokhoz hasonlóan négy lábon jártak. (Bár ezeket a következtetéseket megkérdőjelezték a különböző főemlős fajok csukló csontjainak összehasonlítása alapján). A vállízület szintén sokkal inkább a koponya felé orientált mint a modern emberekben, de a mai majmokéhoz hasonlóan. Kombinálva a viszonylag hosszú karjaival úgy gondolják hogy képes volt a karjait a feje felett használni mászási viselkedésben mivel ezt számos dolog tükrözi. A koponya vizsgálata felfedett egy csatornát és csontos labirintus morfológiát, amelyek nem támogatják a megfelelő két lábon járó mozgást.
De a fosszíliák például az Orrorin tugenensis azt jelzik hogy a két lábon járás körülbelül 5-8 millió évvel ezelőtti, azonos egyetemes időszakban mikor a genetikai tanulmányok javasolják az ember és a csimpánz származási vonalának elágazását. A modern majmok és a fosszilis őseik csontváz adaptációkat mutatnak egy függőleges testtatásra, amelyet a famászásra használnak, és függőleges egyenes lábú járást, amely a javaslat szerint eredetileg a fán tartózkodásra való adaptációból fejlődött ki.
A modern orángutánok tanulmányozása Szumátrán megmutatta ezek a majmok a négy lábukat használják, amikor nagy stabil ágakon járnak, és amikor alsó némileg kisebb ágakon lengenek, de két lábon járnak és nagyon egyenesen tartják a lábaikat, amikor több kicsi hajlékony ágat használnak 4 cm átmérő alatt, miközben a karjaikat is használják az egyensúlyozáshoz és további támaszként. Ez képessé tette őket hogy elérjék a közeli fák szélét hogy megfogják a gyümölcsöt vagy keresztezzenek egy másik fát.
Az éghajlatváltozások körülbelül 11-10 millió évvel ezelőtt érintették az erdőket Kelet-és Közép-Afrikában, létrehozva olyan időszakokat ahol nyitottak lettek a szárazföldi erdők megakadályozva az utazást a fakoronán keresztül. Közben ilyen időkben a proto-homininek egyre nagyobb területen kezdtek függőlegesen járva menni, míg a gorillák és csimpánzok ősei folytatták a specializálódást a  függőleges mászásra a fatörzseken és kúszónövényeken egy hajlított csípővel és hajlított térd testtartással. Ez a különböző fejlődés  a nagyobb emberszabású közösségen belül eredményezte az A. afarensis adaptálódását a függőleges két lábon járásra a kiterjedt területen való mozgásra, míg még mindig használta a kisebb fákon való mászásra jól adaptálódott kezeit. A proto-homininek és a gorillák és a csimpánzok ősei a legközelebbi rokonok voltak, és osztoztak anatómiai jellemzőkön beleértve a fuzionált csukló csontot.
Más vizsgálatok azt sugallják hogy a függőleges gerincoszlop és az elsősorban függőleges testterv a főemlősöknél a  Morotopithecus bishopi-ig nyúlik vissza a korai miocénig 21,6 millió évvel ezelőttig a legkorábbi emberiszerű főemlősig. Az Afrikából ismert kövületmaradványok közül az australopithecineket képviselik azt a csoportot, amelyből a modern emberek ősei kialakultak. Általában az "australopithecine" terminus lefedi az összes korai hominin kövületet körülbelül 7 milliótól-2.5 millió évvel ezelőttig, és néhány későbbit 2.5 milliótól 1.4 millió évvel ezelőttig. Ezen időpont után kihaltak.

## Viselkedés
Egy kihalt fosszilis faj szociális viselkedésének rekonstrukciója nehéz, de a társadalmi szerkezetük valószínűleg hasonló a modern majmokéhoz, mivel az átlagos különbség a testméretben a hímek és nőstények között adott (szexuális dimorfizmus). A szexuális dimorfizmus foka a hímek és nőstények között az A. afarensisnél jelentősen mértékben vitatott. Néhányan azt javasolják hogy a hímek alapvetően nagyobbak voltak mint a nőstények. Ha a megfigyeléseket a szexuális dimorfizmus és társadalmi csoport szerkezet közti a kapcsolatról a modern emberszabású majmokról az A. afarensisre alkalmazzuk, akkor ezek a lények a legvalószínűbben kis családi csoportokban éltek amely egy domináns hímet tartalmazott és számos nőstényt. Más tanulmányok kimutatták hogy lényeges átfedés volt a hímek és nőstények között a méretben. Ez a szemfogak redukciójával együtt azt sugallja hogy az A. afarensis hímek és nőstények monogámok voltak. A hímeknek lehet hogy volt gondoskodási magatartásuk, és a szállítás szükségessége vezethetett a két lábon járás evolúciójához. 

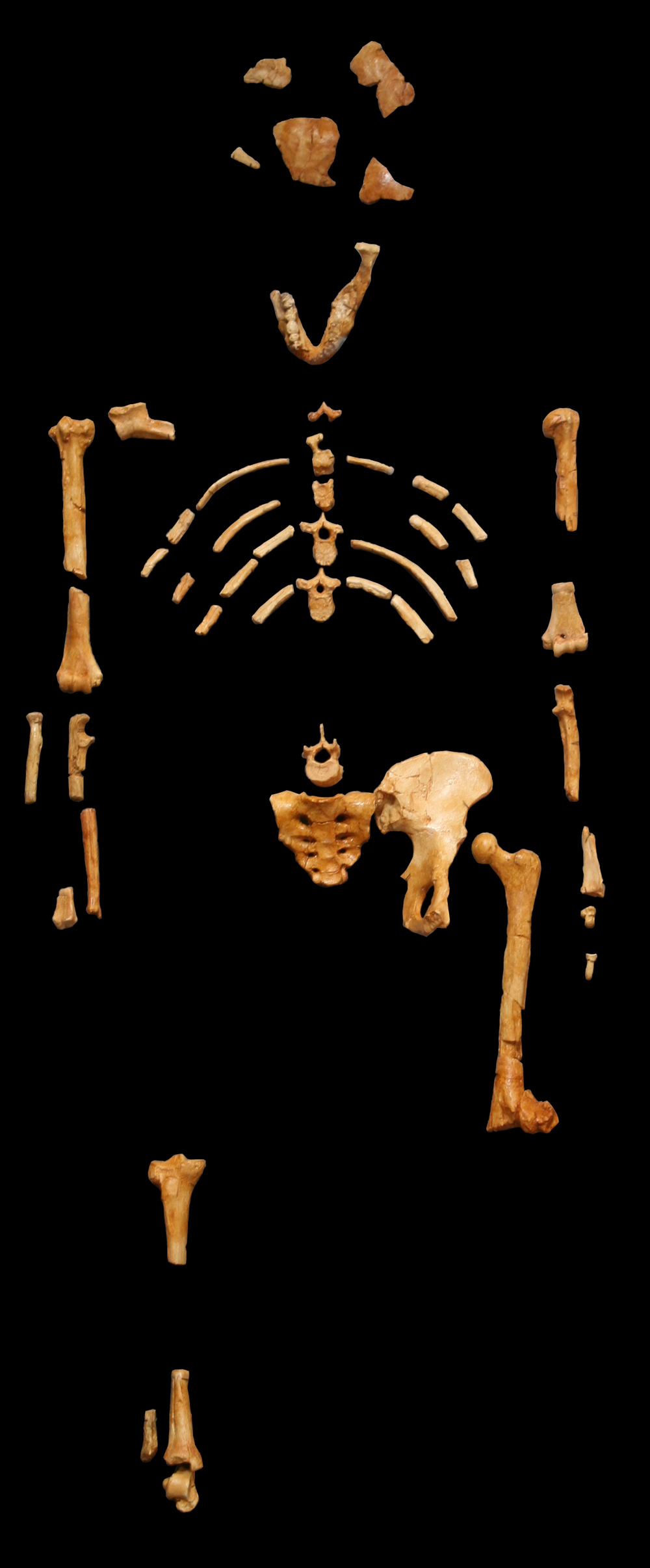
"Lucy" maradványainak gipszöntvénye

Hosszú ideig nem ismertek az A. afarensisel társítható kőeszközöket, és a paleoantropológusok általában azt gondolták hogy a kőszerszámok csak körülbelül 2.5 millió évvel ezelőttig nyúlnak vissza. Azonban egy 2010-es tanulmány arra utal hogy a hominin fajok húst ettek állati tetemek kőszerszámokkal való vésésével. Ez a lelet kitolja a kőeszközök legkorábban ismert használatát a homininák között körülbelül 3,4 millió évvel ezelőttre.

## Fontosabb leletek
- AL 333

1975-ben Hadarban felfedeztek több mint 200 kövület mintát, amelyek legalább 13 felnőtt és fiatal egyedtől származtak. Erre a helyre általában az "első családként" utalnak. A maradványok közelisége azt jelzi hogy minden egyed azonos időben halt meg.
- AL 333-160 Az  AL 333-160 2011-ben Hadarban, Etiópiában fedezték fel. A lábcsont azt mutatta hogy a faj lábában voltak ívek, amelyek megerősítették, hogy a faj függőlegesen járt az ideje többségében. A lábcsont az egyike a 49 újonnan felfedezett csontnak, és azt jelzi hogy az A. afarensis "sokkal emberszerűbb mint azt valaha feltételeztük volna korábban " a tanulmányt vezető tudós szerint.

- Selam

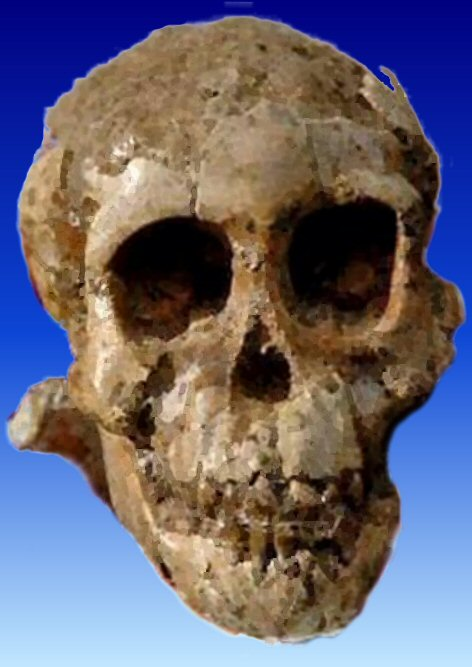
Selam (DIK 1-1) koponyája

2000-ben fedezték fel egy 3 éves A. afarensis nőstény csontvázát, amely a majdnem teljes koponyából és torzóból állt, és a végtagok túlnyomó részéből. A csontváz jellemzői a függőleges járáshoz való alkalmazkodást (a két lábon járást) javasolják, valamint a famászást. A jellemzők, amelyeket összemértek Lucy csontváz jellemzőivel, azok félúton esnek az emberek és emberszabású majmok anatómiája közé.

## Kapcsolódó munkák
További leleteket találtak Afarnál beleértve számos hominin csontot, több csontot egyidejű kormeghatározással, ami Johansont arra vezette, hogy azzal érveljen, hogy a Koobi Fora homininek egyidejűek voltak az Afar homininekkel. Más szóval Lucynál nem egyedülállóan alakult ki a két lábon járás és a lapos arc.
2001-ben Meave Leakey javasolt egy új nemet és fajt a Kenyanthropus platyopst, a KNM WT 40000 fosszilis koponya miatt. A fosszilis koponyának lapos arca van, de a maradványok nagyon töredezettek. Számos más jellemzője hasonló a A. afarensis maradványokéhoz. Eddig az egyetlen képviselője a fajának és nemének, és az A. afarensisel egy időben élt.
Egy másik 1992-ben talált faj az Ardipithecus ramidus teljesen két lábon járó volt  4,4-5,8 millió évvel ezelőtt, úgy látszik hogy erdei környezetben élt. A tudósok egy durva becslése szerint az agytérfogata 300– 350 cm³ volt.